# Assassinato de Dee Dee Blanchard
O assassinato de Dee Dee Blanchard refere-se ao homicídio de Clauddine "Dee Dee" Blanchard, ela foi morta por Nicholas Godejohn, a mando de sua filha Gypsy Rose. 
Após Gypsy descobrir que havia sido enganada toda vida pela mãe, que a obrigava a se locomover numa cadeira de rodas e até raspar o cabelo, alegando que a jovem sofria de várias doenças, como leucemia, distrofia muscular, epilepsia e asma severa; Gypsy planejou o assassinato da mãe.
O caso de Gypsy foi depois classificado como uma situação grave de abuso infantil por Síndrome de Münchhausen por procuração.
“Retirei minhas glândulas salivares porque minha mãe disse que eu babava. Coloquei o tubo na barriga, fiz várias cirurgias no olho direito e esquerdo, cirurgias de ouvido, biópsia muscular para descobrir por que minhas pernas não funcionavam, cirurgia para parar de vomitar. Eu achava que tinha todas essas doenças, exceto que sabia que podia andar e que podia comer", disse a jovem posteriormente.

## Antecedentes
A jovem Dee Dee teve Gypsy em 1991, em Springfield, com o então marido, Rod Blanchard, de apenas 17 anos de idade. Vinda de uma família pobre, estava acostumada a roubar, relata o Vistazo, e seu casamento já estava desfeito quando a menina nasceu. Após o crime Rod relatou que sua esposa tinha "comportamentos estranhos" e que por isto a tinha deixado. Soube-se também que após Gypsy nascer Dee Dee voltou a morar com o pai, então um viúvo casado em segundas núpcias. Logo depois a madrasta de Dee teria começado a ficar doente e suspeitou da enteada, que acabou expulsa de casa.
Segundo Rod, Gypsy nasceu completamente saudável mas a mãe se convenceu de que ela sofria de apneia do sono e que não conseguia respirar durante a noite quando a bebê tinha apenas três meses de vida. Ele também relatou que outros problemas de saúde começaram a aparecer com frequência e que por conta disto Gypsy se tornou mais dependente e Dee Dee passou a ganhar a simpatia das pessoas e até dinheiro.
"Dee Dee aproveitou o furacão Katrina para se mexer, mudar a idade da filha e transformar as duas em uma espécie de celebridade que soube se posicionar diante dos problemas, levar a filha para frente e mudar sua vida por ela. Isso levou a ONG Habitat for Humanity a construir uma casa para ela  no norte do país com rampa para cadeiras de rodas e jacuzzi. Além disso a Make-A-Wish Foundation os enviou em várias viagens para a Walt Disney World e deu a elas passes para os bastidores do show de Miranda Lambert", escreveu o Punto Seguido - UPC em 2019.
No fim da adolescência Gypsy, no entanto, descobriu toda verdade: soube que não estava doente e que vinha sendo enganada a vida toda, que seus exames haviam sido fraudados e que ela até tinha sido dopada para manter a farsa. "À medida que Gypsy Rose crescia, Dee Dee recorreu à violência para controlar sua filha. Entre outros ataques a jovem ficou acorrentada à cama por duas semanas quando tentou fugir da mãe", reportou o 20 Minutos da Espanha.
Aos 19 anos Gypsy conheceu o namorado, Nicholas, porém quando Dee Dee soube proibiu a filha de vê-lo e destruiu seu computador e celular para evitar contato entre os dois. Porém os dois jovens encontraram uma forma de contornar a situação e passaram a se falar nas redes sociais com Gypsy usando um perfil falso.

## O crime
Incomodados com o fato de não poderem namorar como jovens normais Gypsy e Nicholas decidiram matar Dee Dee. Na noite de 10 de junho de 2015 ela deixou uma porta da casa aberta para que ele pudesse entrar. Nicholas então foi até o quarto de Dee Dee e a esfaqueou nas costas 17 vezes.
Os vizinhos desconfiaram de algo errado ao ver postagens no perfil da jovem no Facebook como "a vadia está morta" e "matei a porca gorda e violei sua filha" e chamaram a polícia, que encontrou o corpo pouco antes do meio-dia de 14 de junho de 2015.

## Investigações
Os vizinhos preocupados com as publicações decidiram chamar a polícia para relatar que Dee Dee poderia ter sido vítima de algum tipo de extorsão e que Gypsy Rose, cuja cadeira de rodas ainda estava na casa, poderia ter sido sequestrada. Aleah Woodmansee, uma amiga próxima de Gypsy, disse algo mais: que a jovem havia arranjado um namorado há algum tempo e que tinha mantido o relacionamento em segredo porque sua mãe a proibia de namorar e até mesmo falar sobre o assunto.
A polícia localizou Nicholas Godejohn e Gypsy Rose, sem qualquer problema de saúde, no estado do Wisconsin, no dia 15 e depois de os interrogar, descobriu que eles haviam planejado a morte de Dee Dee.

### Síndrome de Münchausen
Após o crime, além de descartarem através de exames que Gypsy fosse doente, especialistas afirmaram que ela sofria de Síndrome de Münchhausen por procuração  - ou seja, desde criança, então emocionalmente vulnerável, ela vinha sendo manipulada e incentivada a fingir ter doenças que não tinha. As investigações revelaram que a mãe levara Gypsy ao médico cerca de 100 vezes entre 2005 e 2014.
Devido aos tratamentos a que foi submetida, incluindo o uso de uma sonda de alimentação e dezenas de medicamentos diários, Gypsy perdeu alguns dentes e sofre até hoje de náuseas frequentes.

#### Abuso infantil
Casos da Síndrome de Münchhausen por procuração são geralmente classificados como abuso infantil, uma vez que geralmente é a mãe ou um dos pais ou um cuidador quem inflige os sintomas à criança.

## Prisão e pena
Nicholas Godejohn foi condenado à prisão perpétua sem direito a pleitear liberdade condicional por 25 anos, enquanto Gypsy Rose foi condenada a 10 anos por assassinato em 2º grau sendo solta em 28 de Dezembro de 2023 
No tribunal, durante seu julgamento, Gypsy disse: "eu não achava que alguém iria acreditar em mim. Eu temia minha mãe mais do que qualquer outra pessoa".

## Na cultura pop
O caso foi retratado pela HBO no documentário de 2017 Mommy Dead and Dearest, dirigido por Erin Lee Carr. Em 2018 foi lançado o documentário Gypsy's Revenge, de Jesse Vile. Lifetime e Hulu produziram a minissérie The Act, estrelada por Joey King e Patricia Arquette, em 2019.
Em 2020 foi lançado o filme Fuja (título original: Run), estrelado por Sarah Paulson e Kiera Allen, que trata da síndrome de Munchausen por procuração, com características muito semelhantes às de Dee Dee. Nele, Sarah interpreta Diane, uma mãe que faz a filha acreditar que sofre de vários distúrbios e doenças, incluindo paralisia.

## Atualizações
Nicholas declarou algum tempo depois da condenação que havia sido manipulado por Gypsy. "Se soubesse que era manipulação e não amor, não estaria aqui". Ele foi diagnosticado com deficiência intelectual e a ONG Change.org pede a redução de sua pena com base em seu diagnóstico.
Em 2018 Gypsy disse durante uma entrevista que se sentia mais livre na prisão do que vivendo com a mãe. "Não podia ter amigos. Aqui na prisão me sinto mais livre. Posso viver como uma mulher normal”.